# 康諾的瑪嘉烈公主
瑪嘉烈·維多利亞·夏洛特·奧古斯塔·諾拉（英語：Margaret Victoria Charlotte Augusta Norah，1882年1月15日—1920年5月1日），生于薩里郡，英國公主及瑞典王儲妃，是康诺和斯特拉森公爵亞瑟親王和普魯士的路易絲·瑪格麗特公主的長女，维多利亚女王的孙女，瑞典国王古斯塔夫六世·阿道夫的第一任妻子，她同時是丹麥女王瑪格麗特二世和瑞典國王卡爾十六世·古斯塔夫的祖母。
1905年6月15日，她和古斯塔夫六世在溫莎堡结婚，生有五個孩子。
1920年，怀孕八个月的公主因敗血症逝世。由于丈夫在1950年方践祚登基，因此她未有瑞典王后的头衔。